# Хунаеус, Вигго
Ви́гго Хуна́еус (дат. Viggo Hunaeus) — датский кёрлингист.
В составе мужской сборной Дании участник чемпионата мира 1973 (заняли десятое место). Двукратный чемпион Дании среди мужчин.
Играл на позиции четвёртого, был скипом команды.

## Достижения
- Чемпионат Дании по кёрлингу среди мужчин: золото (1972, 1973).

## Команды
| Сезон   | Четвёртый     | Третий        | Второй          | Первый               | Турниры            |
| ------- | ------------- | ------------- | --------------- | -------------------- | ------------------ |
| 1971—72 | Вигго Хунаеус | ?             | ?               | ?                    | ЧДМ 1972           |
| 1972—73 | Вигго Хунаеус | Per Hedley    | Кристиан Ольрик | ? Ahm                | ЧДМ 1973           |
| 1972—73 | Вигго Хунаеус | Арне Педерсен | Иб Асбьёрн      | Ханс-Кристиан Ольрик | ЧМ 1973 (10 место) |

(скипы выделены полужирным шрифтом)